# سال نو (فیلم ۱۹۸۹)
«سال نو» (انگلیسی: New Year (1989 film)) یک فیلم است که در سال ۱۹۸۹ منتشر شد.